# Везермарш (район)
Везермарш (нем. Wesermarsch) — район в Германии. Центр района — город Браке. Район входит в землю Нижняя Саксония. Занимает площадь 821,92 км². Население — 93 725 чел. Плотность населения — 114 человек/км².
Официальный код района — 03 4 61.
Район подразделяется на 9 общин.

## Города и общины
1. Берне (7 120)
2. Браке (16 191)
3. Бутъядинген (6 554)
4. Эльсфлет (9 346)
5. Яде (5 975)
6. Лемвердер (7 202)
7. Норденхам (27 595)
8. Офельгённе (5 766)
9. Штадланд (7 976)